# Neosparassus thoracicus
Neosparassus thoracicus là một loài nhện trong họ Sparassidae.
Loài này thuộc chi Neosparassus. Neosparassus thoracicus được Henry Roughton Hogg miêu tả năm 1903.